# Route nationale 383
Die Route nationale 383, kurz N 383 oder RN 383 war von 1933 bis 1973 eine französische Nationalstraße, die zwischen Biermes und Vouziers verlief. Die 29,5 Kilometer lange Straße stellte eine Alternative für die N46 dar. Von 1984 bis 2006 wurde die Nummer erneut verwendet für den Süd- und Ostteil des Boulevard Périphérique de Lyon. Heute trägt diese Straße die Nummer D383.